# Фут оф Тен (Пенсилванија)
Фут оф Тен (енгл. Foot of Ten) насељено је место без административног статуса у америчкој савезној држави Пенсилванија.

## Демографија
По попису из 2010. године број становника је 672.
| Група             | 2000.    | 2010.       |
| Белци             | 0 (0,0%) | 660 (98,2%) |
| Афроамериканци    | 0 (0,0%) | 3 (0,4%)    |
| Азијати           | 0 (0,0%) | 1 (0,1%)    |
| Хиспаноамериканци | 0 (0,0%) | 3 (0,4%)    |
| Укупно            | 0        | 672         |